# WrestleMania X-Seven
WrestleMania X-Seven — семнадцатая по счёту WrestleMania, PPV-шоу производства американского рестлинг-промоушна World Wrestling Federation (WWF). Состоялось 1 апреля 2001 года в Хьюстоне, Техас на арене «Релайант Астродом». Это была первая WrestleMania, проведенная в штате Техас. На мероприятии было проведено 12 матчей, включая один, траслировавшийся исключительно в предварительном шоу Sunday Night Heat. В главном событии состоялся матч без дисквалификаций между Стивом Остином и Скалой за звание чемпиона WWF. 
Шоу комментировали Джим Росс и Пол Хейман. Испанские комментаторы — Карлос Кабрера и Хьюго Савинович. Комментаторами «Королевской битвы образов» стали Джин Окерланд и Бобби «Мозг» Хинан.
На момент проведения шоу принесло самую большую прибыль в истории WWF, также самую большую прибыль в истории всех PPV. Рекордом послужили 67 925 зрителей которые привели общий доход с шоу к 3,5 миллионам долларов США.

## Результаты
| #                                                                    | Результат | Тип матча                                                  | Время |
| -------------------------------------------------------------------- | --- | ---------------------------------------------------------- | ----- |
| 1H                                                                   | «Икс-фактор» (Джастин Кредибл и Икс-пак) (с Альбертом) победили Стива Блэкмена и Грандмастера Сексей | Командный матч                                             | 2:46  |
| 2                                                                    | Крис Джерико (с) победил Уильяма Ригала | Одиночный матч за титул интерконтинентального чемпиона WWF | 7:08  |
| 3                                                                    | Тэзз и APA (Брэдшоу и Фаарук) победили RTC (Папочка, Вэл Венис и Булл Бьюкенен) (со Стивеном Ричардсом) | Командный матч шести человек                               | 3:53  |
| 4                                                                    | Кейн победил Ворона (с) и Биг Шоу | Хардкорный матч за титул хардкорного чемпиона WWF          | 9:18  |
| 5                                                                    | Эдди Герреро (с Перри Сатурном) победил Теста (с) | Одиночный матч за титул европейского чемпиона WWE          | 8:30  |
| 6                                                                    | Курт Энгл победил Криса Бенуа | Одиночный матч                                             | 14:02 |
| 7                                                                    | Чайна победила Айвори (с) | Одиночный матч за титул женского чемпиона WWF              | 2:39  |
| 8                                                                    | Шейн Макмэн победил Винса Макмэна | Уличная драка, специальный рефери — Мик Фоли               | 14:12 |
| 9                                                                    | Эдж и Кристиан победили «Братьев Дадли» (Бабба Рэй и Ди-Вон) (с) и «Братьев Харди» (Мэтт и Джефф) | Матч TLC за титул командных чемпионов WWF                  | 15:42 |
| 10                                                                   | Победитель: Железный Шейх Участники: Люк, Бутч, Дюк Дрос, Клоун Доинк, Николай Волков, Буксир, Гун, Землетрясение, Гобблди Гукер, Хиллбилли Джим, Брат Любовь, Майкл Хейс, Сам себе банда, Камала, Джим Корнетт, Репо Мэн и Сержант Слотер | Королевская битва образов                                  | 3:05  |
| 11                                                                   | Гробовщик победил Трипл Эйча | Одиночный матч                                             | 18:17 |
| 12                                                                   | Стив Остин победил Скалу (с) | Одиночный матч без дисквалификации за титул чемпиона WWF   | 28:06 |
| H — означает матч на Sunday Night Heat (c) — чемпион на начало матча | |                                                            |       |